# UC-53号潜艇
陛下之UC-53号艇是德意志帝国海军于第一次世界大战期间建造的其中一艘UC-II型近岸布雷潜艇或称U艇。它由基尔的日耳曼尼亚船厂承建，于1917年2月27日新船下水，至同年4月5日交付使用。其全长52.69米，水面及水下排水量分别为434吨和511吨，艇载武器则包括三具鱼雷发射管、六具水雷滑射槽以及一门88毫米口径甲板炮。UC-53号入役后曾被部署至驻普拉的地中海区舰队，并参与了地中海潜艇战。通过其八次巡逻，共直接或间接击沉47艘协约国或中立国舰船，容积总吨累计为46469吨。1918年10月28日，随着德军撤离奥匈帝国，已不具备适航能力的UC-53号被其船员凿沉于普拉附近。

## 设计
1915年秋天，由于中立国美国的干预，U艇战几乎陷入停顿，导致德国广泛开展《国际法》所允许的水雷战，从而使布雷潜艇的需求量相应增加。德意志帝国海军潜艇监察局（Inspektion des U-Bootwesens）的开发部门留意到了这一点，遂以UB-II型为基础，按照兼顾布雷效率和生产速度的要求，以41号工程的名义设计了UC-II型潜艇。为了弥补前型UC-I型的缺陷，UC-II型艇不仅更大，而且采用双轴推进系统。然而，与前型最主要的区别在于，UC-II型艇重新运用了双壳体结构。但它并非纯粹的双体潜艇，而是一种中间过渡型；因为外层没有封闭耐压壳体，而是作为鞍形水柜附在上方。
UC-53号是64艘UC-II型方案的其中一艘。这个亚型的艇体结构与UB-II型类似，但体积更大，全长为52.69米，并有3.64米的吃水深度；由于不再考虑铁路运输的装载限界，舷宽也得以增至5.22米。其水上和水下排水量分别为434吨和511吨。艇只采用两台戴姆勒六缸四冲程600匹公制馬力（440千瓦特）柴油机用于水面运行，以及两台620匹公制馬力（460千瓦特）的BBC电动发电机用于水下航行；水面最高航速11.8節（21.9每小時），水下7.2節（13.3每小時）；能够在水面以7節（13每小時）航速续航9,450海里（17,500），或以4節（7.4每小時）连续在水下航行52海里（96）而无需充电。其潜没需时约为30秒，能够在50米的深度下运作。
作为布雷潜艇，UC-53号改将六具布雷滑射槽安装在艇体前部，每具储存井内的水雷数量增至3枚，即合共18枚UC200型水雷。布雷时只需将存储井底部的盖板打开，水雷便可凭借自身重量滑入水中。随着滑射槽长度增加，艇体艏楼的上层建筑被抬高，上层建筑与司令塔之间的凹陷处布置了一门88毫米30倍径速射炮作为甲板炮。但由于位置相对较低，火炮甲板在恶劣海况下很容易被涌浪淹没。此外，UC-53号还装备有三具500毫米鱼雷发射管，这极大提升了潜艇的攻击能力。其中艇艏两具外置在两侧、艇艉一具则为内置式，并可搭载合共7枚G6型鱼雷。其标准船员编制为3名军官及23名水兵。

## 历史
1916年1月12日，在海军元帅阿尔弗雷德·冯·提尔皮茨的倡议下，国家海军办公室分别向五家德国造船厂发包第三批次的UC-II型潜艇。UC-53号因此成为基尔日耳曼尼亚船厂承建的第五艘UC级潜艇，建造编号为269。它于1917年2月27日新船下水，至同年4月5日在曾先后执掌过UB-24和UB-36号的海军上尉库尔特·阿尔布雷希特的指挥下交付使用，随即展开海试。在阿尔布雷希特之后，阿道夫·埃伦斯贝格尔中尉和埃里希·格特上尉也曾担任该艇指挥官。完成海试后，UC-53号于5月27日从基尔启程前往地中海。继沿途曾在葡萄牙的圣玛利亚角附近布雷后，该艇于6月15日穿越直布罗陀海峡，至24日抵达奥匈帝国军港卡塔罗，并加入驻当地的地中海潜艇区舰队。
在地中海服役期间，UC-53号参与了地中海潜艇战，足迹遍及意大利的博尼法乔海峡、齐尔切奥峰、利科萨角、吉廖岛、厄尔巴岛、梵蒂冈角、帕利努罗角、那不勒斯、斯卡莱阿以及墨西拿海峡等多处水域。通过其八次布雷及破交战巡逻，UC-53号合共击沉协约国或中立国的47艘商船，容积总吨累计为46469吨。其中，体积最大的受害者是注册吨位为5032吨的英国货轮巴罗达城号（City Of Baroda）；它于1917年6月4日从利物浦前往加尔各答的途中，在距托里岛西北约90海里（170）处的大西洋上遭阿尔布雷希特发射鱼雷击沉，造成6名船员罹难。这也是UC-53号在前往地中海服役途中击沉的第一艘船。而另一艘注册吨位为6012吨的英国货轮卡纳达号（Canara）尽管显著更重，但它于同年8月9日在利科萨角附近遇袭时仅仅受损，并未沉没。此外，UC-53号还曾于同年12月14日在西西里海峡以甲板炮击伤了隶属英国皇家海军的Q船布里格1号（HMS Brig 1，120总吨），并导致对方3名官兵阵亡。
1918年10月，随着奥匈帝国解体，德国人悉数将适航潜艇撤回本土。UC-53号此时尚处于待修状态，并不具备适航条件。为免落入敌手，其船员遂于10月28日将潜艇凿沉于港内（44°52′N 13°50′E / 44.867°N 13.833°E）。

## 袭击历史摘要
| 日期           | 船名                  | 船籍         | 吨位 | 结局 |
| -------------- | --------------------- | ------------ | ---- | ---- |
| 1917年6月4日   | 巴罗达城号            | 英国         | 5032 | 击沉 |
| 1917年6月9日   | 莉莉号                | 丹麦         | 1150 | 击沉 |
| 1917年6月9日   | 雷暴号                | 挪威         | 1565 | 击沉 |
| 1917年6月10日  | 里热罗号              | 葡萄牙       | 285  | 击伤 |
| 1917年6月10日  | 圣玛利亚号            | 葡萄牙       | 204  | 击沉 |
| 1917年6月11日  | 西本斯号              | 俄罗斯帝国   | 323  | 击沉 |
| 1917年6月12日  | 西姆拉号              | 挪威         | 3005 | 击沉 |
| 1917年6月16日  | 埃斯佩兰萨号          | 西班牙       | 98   | 击沉 |
| 1917年6月16日  | F·7·SB号              | 西班牙       | 50   | 击沉 |
| 1917年6月21日  | 北方号                | 法國         | 3193 | 击伤 |
| 1917年8月9日   | 卡纳达号              | 英国         | 6012 | 击伤 |
| 1917年8月10日  | 玛格丽塔号            | 義大利王國   | 66   | 击沉 |
| 1917年8月10日  | 提托·斯佩里号         | 義大利王國   | 3893 | 击沉 |
| 1917年8月11日  | 阿尔坎杰洛·米凯莱号   | 義大利王國   | 45   | 击沉 |
| 1917年8月12日  | 安塞多尼亚号          | 義大利王國   | 270  | 击沉 |
| 1917年8月12日  | 阿尔迪塔·卡拉拉号     | 義大利王國   | 75   | 击沉 |
| 1917年8月13日  | 新莱昂纳多号          | 義大利王國   | 34   | 击沉 |
| 1917年9月15日  | 卡维号                | 義大利王國   | 2544 | 击伤 |
| 1917年9月18日  | 多梅尼科·普里莫号     | 義大利王國   | 80   | 击伤 |
| 1917年9月19日  | 特里西塔号            | 義大利王國   | 136  | 击沉 |
| 1917年9月21日  | 克里斯蒂娜号          | 義大利王國   | 32   | 击沉 |
| 1917年9月22日  | 普里莫号              | 義大利王國   | 65   | 击沉 |
| 1917年9月23日  | 阿尔吉塔号            | 義大利王國   | 165  | 击沉 |
| 1917年9月23日  | 朱塞平娜·孔切蒂娜号   | 義大利王國   | 31   | 击沉 |
| 1917年9月23日  | 爱辛顿号              | 英国         | 2845 | 击沉 |
| 1917年9月24日  | 新弗朗西斯卡号        | 義大利王國   | 45   | 击沉 |
| 1917年9月24日  | S·埃斯佩迪托号        | 義大利王國   | 31   | 击沉 |
| 1917年12月8日  | 朱塞佩·纳卡里号       | 義大利王國   | 128  | 击沉 |
| 1917年12月9日  | 切雷亚号              | 義大利王國   | 4295 | 击伤 |
| 1917年12月9日  | 科斯塔斯号            | 希腊         | 3278 | 击沉 |
| 1917年12月10日 | 安东尼奥·马柳洛号     | 義大利王國   | 520  | 击沉 |
| 1917年12月13日 | 凯伦号                | 挪威         | 1689 | 击沉 |
| 1917年12月14日 | 布里格1号             | 英國皇家海軍 | 120  | 击伤 |
| 1917年12月25日 | 海克拉号              | 丹麦         | 937  | 击沉 |
| 1918年1月25日  | 卡里尼亚诺号          | 義大利王國   | 2688 | 击沉 |
| 1918年1月26日  | 阿西米纳号            | 希腊         | 2878 | 击沉 |
| 1918年1月29日  | 杰奥号                | 英国         | 3048 | 击沉 |
| 1918年1月30日  | 弗拉泰利·巴雷拉号     | 義大利王國   | 88   | 击沉 |
| 1918年1月30日  | 米凯莱·帕德雷号       | 義大利王國   | 230  | 击沉 |
| 1918年3月24日  | 新菲利斯号            | 義大利王國   | 72   | 击沉 |
| 1918年3月24日  | 新杰尼奥号            | 義大利王國   | 35   | 击沉 |
| 1918年3月24日  | 圣母无玷号            | 義大利王國   | 36   | 击沉 |
| 1918年3月24日  | 萨尔沃三姊妹号        | 義大利王國   | 26   | 击沉 |
| 1918年3月27日  | 卡斯特伦佐·科波拉号   | 義大利王國   | 94   | 击沉 |
| 1918年6月4日   | 米开朗基罗号          | 義大利王國   | 2456 | 击伤 |
| 1918年6月8日   | 孔切蒂娜号            | 義大利王國   | 1271 | 击沉 |
| 1918年6月8日   | 巴约讷人号            | 法國         | 2425 | 击沉 |
| 1918年6月10日  | 布罗德霍姆号          | 英国         | 5747 | 击伤 |
| 1918年9月22日  | 戈斯莫尔号            | 英国         | 3079 | 击沉 |
| 1918年9月28日  | 加勒比号              | 法國         | 2976 | 击伤 |
| 1918年9月30日  | 弗朗西斯科·帕德雷号   | 義大利王國   | 101  | 击沉 |
| 1918年9月30日  | 加布里埃拉·科斯特拉号 | 義大利王國   | 105  | 击沉 |
| 1918年9月30日  | 乔瓦尼·科斯塔号       | 義大利王國   | 102  | 击沉 |
| 1918年9月30日  | 圣弗朗西斯科·P号      | 義大利王國   | 41   | 击沉 |
| 1918年10月1日  | 朱塞平诺·M号          | 義大利王國   | 48   | 击沉 |
| 1918年10月1日  | S·朱塞佩·A号          | 義大利王國   | 56   | 击沉 |
| 1918年10月5日  | 罗莎号                | 義大利王國   | 908  | 击伤 |
| 1918年11月20日 | 战争台风号            | 英国         | 3116 | 击伤 |
| 1919年1月15日  | 沙维耶号              | 法國         | 4334 | 击沉 |

## 脚注
1. 1 2 3 4  Helgason, Guðmundur. . German and Austrian U-boats of World War I - Kaiserliche Marine - Uboat.net.   [2009-02-23].
2. ↑  Tarrant，第173頁.
3. 1 2 3  Gröner 1991，第31-32頁.
4. 1 2  Helgason, Guðmundur. . German and Austrian U-boats of World War I - Kaiserliche Marine - Uboat.net.   [2015-03-01].
5. ↑  Helgason, Guðmundur. . German and Austrian U-boats of World War I - Kaiserliche Marine - Uboat.net.   [2015-03-01].
6. ↑  Helgason, Guðmundur. . German and Austrian U-boats of World War I - Kaiserliche Marine - Uboat.net.   [2015-03-01].
7. ↑  陈进，第48頁.
8. ↑  . Navypedia.   [2022-09-16]. （原始内容存档于2023-01-20）.
9. ↑  陈进，第46頁.
10. ↑  NARS，第104頁.
11. ↑  NARS，第105頁.
12. 1 2  Helgason, Guðmundur. . German and Austrian U-boats of World War I - Kaiserliche Marine - Uboat.net.   [2015-03-01].
13. ↑  Helgason, Guðmundur. . German and Austrian U-boats of World War I - Kaiserliche Marine - Uboat.net.   [2022-10-14].
14. ↑  Helgason, Guðmundur. . German and Austrian U-boats of World War I - Kaiserliche Marine - Uboat.net.   [2022-10-14].
15. ↑  Helgason, Guðmundur. . German and Austrian U-boats of World War I - Kaiserliche Marine - Uboat.net.   [2022-10-14].
16. ↑  陈进，第268頁.